# M/T Marjan
M/T Marjan je trajekt u sastavu flote najvećeg hrvatskog brodara Jadrolinije. Izgrađen je 2005. godine. Namijenjen je za održavanje trajektne linije Split-Supetar, na kojoj plovi i danas.
Kapacitet Marjana iznosi 1200 osoba i 130 automobila. Za razliku od ostalih trajekta ovog tipa Marjan može primiti manje automobila, zbog toga što se na ostalim trajektima ovog tipa, u garaži hidraulične rampe mogu podizati, te stoga to povećava kapacitet ostalim trajektima ovog tipa za 8 automobila.